# 689822 Anderson
689822 Anderson è un asteroide della fascia principale interna. Scoperto nel 2013, presenta un'orbita caratterizzata da un semiasse maggiore pari a 2,446600 UA e da un'eccentricità di 0,257078, inclinata di 3,815934° rispetto all'eclittica.
È dedicato a Wesley Wales Anderson, regista statunitense.